# Central Press
La Central Press était une agence de presse anglaise fondée en 1863 par le britannique William Saunders (journaliste) (1823 – 1895), avec son beau-frère Edward Spender, frère de l'écrivain féministe Emily Spender. 
Tous deux avaient auparavant créé le quotidien Western Morning News de Plymouth en 1860, puis l'Eastern Morning News de Hull. Les services de la Central Press sont organisés pour concurrencer Reuters sur le marché des journaux de province, à un coût plus modéré, permettant la diffusion de nouvelles plus en rapport avec leurs besoins, alors que la Press Association britannique n'a pas encore vu le jour. 
William Saunders (journaliste) revend l'agence en 1870 à une organisation qui révèle souhaiter créer une agence de presse soutenant les milieux conservateurs. Celle-ci tente de garder le nom de "Central Press". William Saunders s'y oppose et veut conserver le nom pour l'autre agence de presse qu'il créé ensuite. Mais il perd le conflit judiciaire autour de l'utilisation de ce nom. Il opte alors pour celui de Central News.